# Stingray Classica
Stingray Classica (ehemals Classica und Unitel Classica) ist ein Fernsehsender, der klassische Musik ausstrahlt. Er wird digital über Satellit und im Kabel verbreitet.
Gesendet werden Konzertmitschnitte, Opern- und Ballettaufführungen aus dem Bereich der populären Klassik, aber auch Raritäten sämtlicher Epochen und Stilrichtungen, wie alte Musik, Barock, Klassik, Romantik und zeitgenössische Musik bis hin zum Jazz. Ausgestrahlt werden auch Dokumentationen.

## Geschichte
Unitel Classica gehörte von 1996 bis 2016 Jan Mojtos Unitel GmbH & Co. KG, einem Verleih von Filmen klassischer Musikdarbietungen mit Sitz in Oberhaching bei München. Es wurde von deren Tochtergesellschaft Classica GmbH produziert.
Im Januar 2017 erwarb die Stingray Digital Group in Quebec, Kanada, Unitel Classica von Unitel. Der Sender wurde in Stingray Classica umbenannt.
Stingray hatte bereits 2015 den niederländischen Sender klassischer Musik Brava (zusammen mit dessen Schwesterkanal Djazz.TV und dem belgischen Sender Cultuur 7) gekauft und ihn, wie auch die Ableger in Frankreich und Gesamteuropa, in Stingray Brava umbenannt. Brava unterschied sich von Classica in Bezug auf die Zielgruppe. Während Brava für ein breiteres Publikum zugänglich sein wollte, insbesondere durch die Ausstrahlung von Kurzfilmen über die Vorbereitungen für Konzerte und die Darstellung von Musikern und Komponisten, richtet sich Classica mit einem klassischen Repertoire, insbesondere mit Produktionen europäischer Orchester, eher an ein spezialisiertes Publikum.
In Kanada genehmigte die Canadian Radio-television and Telecommunications Commission (CRTC) am 19. Januar 2017 den Antrag von Stingray, eine Version von Stingray Brava als nichtkanadischen Fernsehsender zu betreiben. Die vorgeschlagene Version wurde Ende 2017 in Stingray Classica umbenannt. Zum Start im Jahr 2017 wurde der Kanal Abonnenten von Videotron sowohl in Standard Definition als auch in High Definition angeboten. Nachdem Stingray und Bell Canada im Mai 2018 den Fernsehvertriebsvertrag erweitert hatten, wurde der Sender (zusammen mit den anderen Fernsehsendern von Stingray) im August 2018 den Abonnenten von Bell Fibe TV angeboten.
Der Name und das Design nach dem Vorbild von Stingray Brava wurden nach und nach in den anderen regionalen Versionen von Classica implementiert.
Am 1. März 2019 ersetzte Stingray auch Stingray Brava durch Stingray Classica.

## Regionale Versionen
Stingray betreibt Versionen von Stingray Classica in den Regionen Deutschland/Schweiz/Österreich, Niederlande und Flandern, Spanien, übriges Europa, Asien und Kanada.
Die Übernahme der Classica-Kanäle durch Stingray hat zurzeit (Ende 2020) noch keine Auswirkungen auf Classica HD in Italien und Classica Japan (die am 1. Januar 1998 gestartete japanische Version des Senders wird von der Tohokushinsha Film Corporation unter Lizenz betrieben; sie enthält Programme des deutschen Senders sowie japanische Produktionen).

## Kanäle
In Deutschland kann eine HD-Version des Senders bei Vodafone, PURtel, RFT Kabel sowie NetCologne empfangen werden. Den Kunden von Sky steht eine separate Version zur Verfügung. Zu empfangen ist das Programm ganztägig, bei Sky allerdings nur von 20:05 Uhr bis 6:00 Uhr. Seit November 2015 ist Classica über Sky nur noch über DVB-S2 zu empfangen.
In der Schweiz kann das Programm bei Swisscom und UPC Schweiz empfangen werden, in Österreich bei MagentaTV.

## Andere Dienstleistungen
Stingray Classica On-Demand steht Kunden von Amazon Prime Video in Deutschland und Großbritannien sowie Kunden von Amazon Channels in den USA zur Verfügung. Stingray Classica kann zudem auch als Streaming-Dienst empfangen werden.

## Logos

Logo von Classica bei Sky Deutschland bis 2014
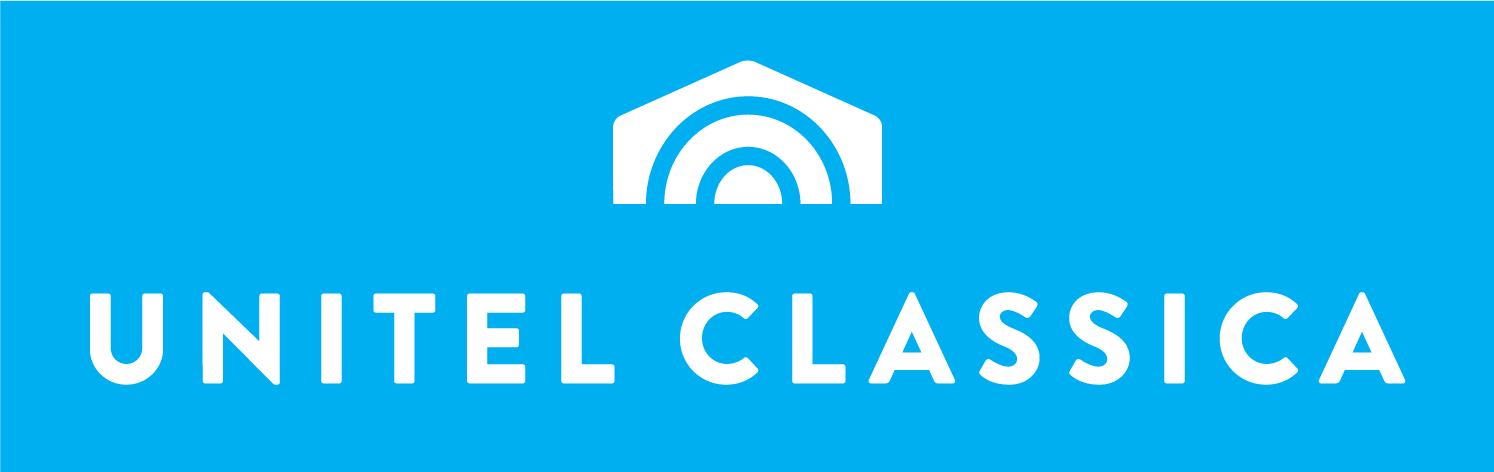
Logo von Unitel Classica bis 2014
Logo von Classica von 2014 bis 2018
Logo von Stingray Classica seit Frühjahr 2018